# Sinraptor
Sinraptor — рід ящеротазових динозаврів родини Metriacanthosauridae із початку пізньої юри Китаю. Назва Sinraptor походить від латинського префікса «Sino», що означає «китайський», і «raptor», що означає «мисливець».

## Історія відкриття

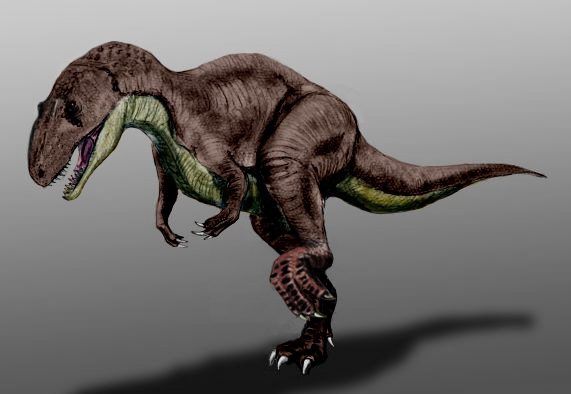
Художня реконструкція

Розвідка китайсько-канадійської експедиції відвідала поклади поблизу Jiangjunmiao 1986 року й знайшла достатньо матеріалу для планування повномаштабної експедиції подальшого року. У вересні 1987 року Дун Чжимін знайшов рештки великого теропода, чию екскавацію не було завершено до наступного року. Породи типової локації утворено пісковиками, алевролітами, аргілітами й меншою мірою вапняками, що їх було відкладено широкими, неглибокими, звивистими потоками невисокого похилу. В тій самій формації знаходили черепах, ящірку⁣, а також численні рештки завропода спорідненого з Mamenchisaurus, «гіпсилофодонтів», та ссавця. Дослідження скам‘янілих решток хвойного Araucarioxylon дозволяє припустити, що клімат регіону був помірним, із сезонною варіацією опадів. Автори, що виділили Sinraptor, віднесли до нього два види: S. dongi, типовий і S. hepingensis, що раніше вважався належним до Yangchuanosaurus і чиє систематичне положення досі залишається предметом дебатів.

## Опис

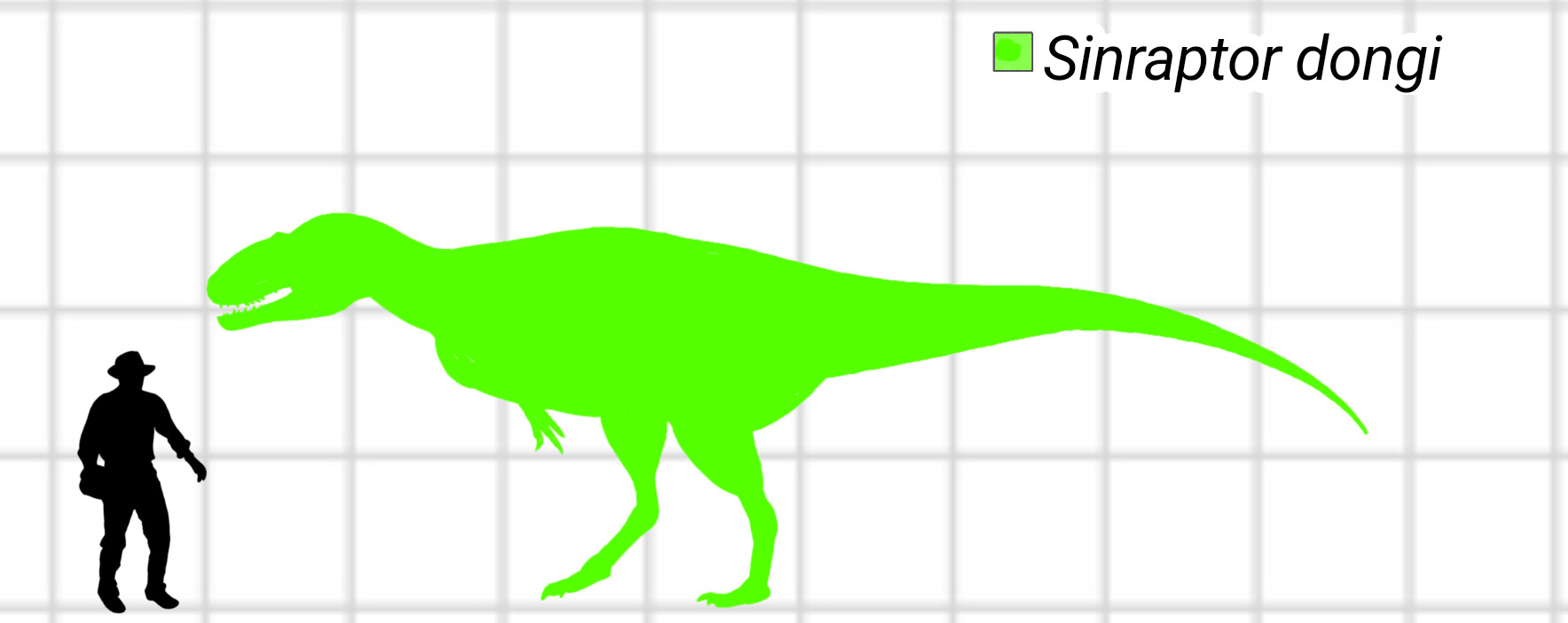
Розміри сінраптора у порівнянні з людиною

Череп загалом і передочна його частина відносно довші за такі Yangchuanosaurus, проте череп відносно нижчий. Вилична кістка має великий (порівняно з багатьма іншими крупними тероподами) пневматичний отвір. Зморшкуватість заочної доволі помітна. Інфратемпоральний отвір великий, має відносно довгу інтертемпоральну перегородку. Збоку помітний лиш короткий сегмент інтертемпорального відростка заочної. Піднебінну пневматизовано між запіднебінним отвором і ніздрею.
Sinraptor dongi — великий теропод. Довжину голотипа, особини, що не досягла максимального розміру, Currie & Zhao (1993) оцінювали в 7,2 м, проте часом пропонувалися й вищі оцінки довжини S. dongi — аж до в 8,8 метра.